# Савуази
Савуази́ (фр. Savoisy) — коммуна во Франции, находится в регионе Бургундия. Департамент коммуны — Кот-д’Ор. Входит в состав кантона Лень. Округ коммуны — Монбар.
Код INSEE коммуны — 21594.

## Население
Население коммуны на 2010 год составляло 214 человек.
| 1962 | 1968 | 1975 | 1982 | 1990 | 1999 | 2010 |
| ---- | ---- | ---- | ---- | ---- | ---- | ---- |
| 282  | 287  | 243  | 242  | 249  | 246  | 214  |

## Экономика
В 2010 году среди 141 человека трудоспособного возраста (15—64 лет) 104 были экономически активными, 37 — неактивными (показатель активности — 73,8 %, в 1999 году было 78,9 %). Из 104 активных жителей работали 98 человек (55 мужчин и 43 женщины), безработных было 6 (1 мужчина и 5 женщин). Среди 37 неактивных 10 человек были учениками или студентами, 20 — пенсионерами, 7 были неактивными по другим причинам.